# Снайфедльсйёкюдль

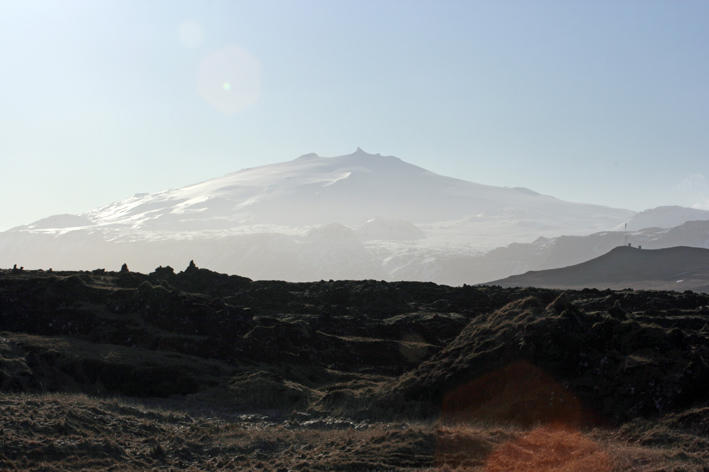
Вид на ледник Снайфедльсйёкюдль

Сна́йфедльсйёкюдль (исл. Snæfellsjökull) — ледник (исл. jökull), находящийся на оконечности полуострова Снайфельснес на западе Исландии. Его высота достигает 1446 м.
Лежащий подо льдом вулкан Снайфедльс является одним из самых знаменитых мест в Исландии благодаря тому, что в 1864 году писатель Жюль Верн выбрал Снайфедльсйёкюдль в качестве места для приключений героев своего нового романа «Путешествие к центру Земли». Беллетристу удалось закрепить за легендарным вулканом в леднике Снайфедльсйёкюдль репутацию «врат в подземный мир». Последний раз он извергался в XVIII веке, однако окончательно потухшим не считается до сих пор.
В хорошую погоду ледник иногда можно увидеть из Рейкьявика через залив Фахсафлоуи, на расстоянии в 120 км.